# Jadwiga Krzyżaniakowa
Jadwiga Krzyżaniakowa (ur. 2 września 1930 w Poznaniu, zm. 24 lipca 2010) – polska historyk, mediewistka.

## Życiorys
Absolwentka historii Uniwersytetu Poznańskiego (1954), doktorat (1960) i habilitacja tamże. Była prodziekanem (1975–1978) i dziekanem Wydziału Historycznego UAM (1978–1981). W latach 1991–1997 była kierownikiem Zakładu Historii Średniowiecznej w Instytucie Historii  UAM. W latach 1982–1992 była profesorem w Wyższej Szkole Pedagogicznej w Zielonej Górze. Od 19 czerwca 2005 została członkiem  korespondentem Polskiej Akademii Umiejętności w Krakowie. Odznaczona Krzyżem Kawalerskim Orderu Odrodzenia Polski, Medalem KEN.

## Wybrane publikacje
- Wczesno-feudalna kultura umysłowa i artystyczna Wielkopolski, Państwowe Wydawnictwo Naukowe, Poznań 1956.
- Historia średniowieczna powszechna: przewodnik metodyczny, Poznań: Uniwersytet im. Adama Mickiewicza 1976.
- Kancelaria królewska Władysława Jagiełły: studium z dziejów kultury politycznej Polski w XV wieku, cz. 1, Poznań: Uniwersytet im. Adama Mickiewicza 1972.
- Kancelaria królewska Władysława Jagiełły: studium z dziejów kultury politycznej Polski w XV wieku, cz. 2: Urzędnicy, Wydaw. Naukowe UAM, Poznań 1979.
- Koncyliaryści, heretycy i schizmatycy w państwie pierwszych Jagiellonów, Krajowa Agencja Wydawnicza, Kraków 1989.
- (współautor: Jerzy Ochmański), Władysław II Jagiełło, Zakład Narodowy im. Ossolińskich, Wrocław 1990 (wyd. 2 uzup. – 2006; przekład litewski: Jogaila, iš lenkų kalb. vertė Kazys Uscila, Vilnius: Algimantas 2010).
- Przemysł II: odnowienie Królestwa Polskiego, pod red. Jadwigi Krzyżaniakowej, Poznań: IH. UAM 1997.
- „Nie ma historii bez człowieka”: studia z dziejów średniowiecza, Poznań: Instytut Historii UAM 2011.